# Поликевичюте, Йоланта
Йоланта Поликевичюте (лит. Jolanta Polikevičiūtė, род. 25 сентября 1970, Паневежис) — литовская шоссейная велогонщица.

## Карьера
Йоланта Поликевичюте начала тренироваться в 1984 году. Тренеры А. Якимавичюс, Валерий Коновалов. В 1988 году окончила Паневежскую спортивную школу-интернат. Чемпион СССР в групповой гонке на 83 км (1990). На чемпионате мира 1991 года заняла 9-е место в групповой гонке.
Йоланта Поликевичюте выступала как профессиональная велогонщица с 1994 по 2009 годы. На чемпионате мира 1994 года она стала вице-чемпионкой в командной гонке вместе со своей сестрой-близнецом Расой, Дианой Жилюте и Людой Триабайте. На чемпионате мира 1995 года и 1996 года заняла 5-е место на групповой гонке. На чемпионате мира 1997 года в Сан-Себастьяне Поликевичюте была четвёртой на групповой гонке, где в борьбе за подиум лучше всех выступила итальянка Алессандра Каппеллотто. В 1998 и в 1999 годах на чемпионате мира заняла 14-е место в групповой гонке. В 2001 году в Лиссабоне — 11-е место, в 2003 году в Гамильтоне — 19-е место, в 2005 году в Мадриде заняла 9-е место. На чемпионате мира 2008 года в Швейцарии она была шестой.
В 1996 году стала четвёртой в генеральной классификации Гранд букль. Ещё одним большим успехом Йоланты стала её победа в Master Europeen в 1997 году и в Трофи д’Ор в 1998 году. В 2002 году заняла 13-е место на Гранд Букль феминин, в 2003 году — 8-е, а в 2008 — 4-е место.
Йоланта Поликевичюте трижды выступала на Олимпийских играх — в 1996, 2004 и 2008 годах. Её лучший результат — пятое место в групповой гонке 1996 года в Атланте. В индивидуальной гонке она заняла седьмое место. На Олимпийских играх в Афинах она участвовала только в масс-старте и заняла 31-е место. На Играх в Пекине она также участвовала в масс-старте, заняв 11-е место.
Она была замужем за бывшим велогонщиком Виктором Манаковым до его смерти в мае 2019 года. У супругов есть сын Виктор Манаков, который в свою очередь является успешным велогонщиком.

## Достижения
1994
 Серебряный призёр чемпионата мира 1994 года — командная гонка
1995
2-я на чемпионате Литвы — групповая гонка
1996
3-я на чемпионате Литвы — групповая гонка
5-я на Олимпийских играх — групповая гонка
7-я на Олимпийских играх — индивидуальная гонка
1998
Трофи д’Ор
3-я на чемпионате Литвы — групповая гонка
3-я на чемпионате Литвы — индивидуальная гонка
1999
3-й этап Трофи д’Ор
5-й этап Вуменс Челлендж
2-я на Трофи д’Ор
2000
11-й этап Гранд Букль феминин
2002
1-й этап Джиро д’Италия Донне
2003
3-я на Эмакумин Бира
3-я на Джиро дель Трентино-Альто-Адидже — Южный Тироль
2004
4-й этап Эмакумин Бира
4-й этап Джиро ди Тоскана — Мемориал Микелы Фанини
2-я Дуранго-Дуранго Эмакумин Сариа

### Статистика выступлений наГранд-турах
| Гонка / Год          | 1991           | 1992           | 1993           | 1994           | 1995           | 1996           | 1997           | 1998           | 1999           | 2000           | 2001           | 2002           | 2003           | 2004           | 2005           | 2006           | 2007           | 2008           |
| -------------------- | -------------- | -------------- | -------------- | -------------- | -------------- | -------------- | -------------- | -------------- | -------------- | -------------- | -------------- | -------------- | -------------- | -------------- | -------------- | -------------- | -------------- | -------------- |
| Женский Тур де Франс | —              | —              | 13             | не проводилась | не проводилась | не проводилась | не проводилась | не проводилась | не проводилась | не проводилась | не проводилась | не проводилась | не проводилась | не проводилась | не проводилась | не проводилась | не проводилась | не проводилась |
| Гранд Букль феминин  | не проводилась | —              | —              | DNF            | —              | 4              | 6              | 7              | 6              | 6              | 19             | 13             | 8              | —              | —              | —              | —              | 4              |
| Рут де Франс феминин | не проводилась | не проводилась | не проводилась | не проводилась | не проводилась | не проводилась | не проводилась | не проводилась | не проводилась | не проводилась | не проводилась | не проводилась | не проводилась | не проводилась | не проводилась | —              | 16             | —              |
| Тур де л'Од феминин  | 25             | —              | 7              | 6              | 12             | 23             | 11             | DNF            | DNF            | 26             | —              | 12             | 10             | 22             | —              | —              | —              | 21             |
| Джиро д’Италия Донне | —              | —              | —              | 7              | —              | —              | —              | —              | —              | —              | —              | 6              | 4              | 28             | —              | —              | —              | 8              |

## Рейтинги
| Год                 | 2004 |
| ------------------- | ---- |
| Мировой рейтинг UCI | 98-й |
|                     |      |
| Источник: UCI       |      |

## Награды
- Рыцарский крест ордена Гядиминаса (1996 год)[2].